# Félix J. Palma
Félix José Palma Macías, conegut com a Félix J. Palma (Sanlúcar de Barrameda, Cadis, 1968), és un escriptor espanyol. Ha publicat cinc llibres de contes, entre els quals destaquen El vigilante de la salamandra (1998) i Los arácnidos (Premio Iberoamericano de relatos Cortes de Cádiz, 2003). Però és conegut sobretot per les seves tres novel·les que formen la Trilogía Victoriana; El mapa del tiempo (XL Premio Ateneo de Sevilla, 2008), El mapa del cielo (2012) i "El mapa del caos" (2014)que han estat traduïdes i editades als Estats Units, Regne Unit, Austràlia, Noruega, Itàlia, Xina, Brasil, Alemanya, França i Japó.

## Obra literària

### Narracions
- El vigilante de la salamandra (1998, Pre-Textos).
- Métodos de supervivencia (1999, Fundación Municipal de Cultura de Cádiz).
- Las interioridades (2001, Castalia). Premi Tiflos 2001.
- Los arácnidos (2003, Algaida). Premio Iberoamericano de relatos Cortes de Cádiz.
- El menor espectáculo del mundo (2010, Páginas de Espuma).

### Novel·les
- La hormiga que quiso ser astronauta (2001, Quorum). Novel·la juvenil.
- Las corrientes oceánicas (2005, Algaida). Premi Luis Berenguer.
- El mapa del tiempo (2008, Algaida). XL Premi Ateneo de Sevilla 2008.  1a parte de la "trilogía victoriana".[2]
- El mapa del cielo (2012, Plaza & Janés).  2a part de la "trilogía victoriana".[3]
- El mapa del caos (2014, Plaza & Janés).  3a part de la "trilogía victoriana".
- El abrazo del monstruo[4]